# Stuart Hill
Stuart Hill, född 1958 i Leicester , är en brittisk fantasyförfattare. Har bland annat skrivit Ismarkens krona. Han studerade engelska, klassisk och antik historia vid Newcastle University.

## Biografi
Stuart Hill arbetade sex år i en bilfabrik, och gick sedan tillbaka till college för att ta lärarexamen. Efter att ha varit lärare i flera år började han skriva böcker 
Som sjuåring började han leka med ord.
Den här artikeln är helt eller delvis baserad på material från engelskspråkiga Wikipedia.